# Eryk Ostrowski
Eryk Ostrowski (ur. 1977 w Krakowie) – pisarz, poeta i historyk literatury. 
Urodził się w Krakowie w 1977 roku. Ukończył studia polonistyczne oraz uczęszczał na filologię rosyjską. Jego debiut miał miejsce w polskim radiu w 1995 roku utworem „spacer pośród cieni”. Dalsze jego dzieła publikowane były w czasopismach polskich, węgierskich oraz serbskich. W 2005 roku Serbskie wydawnictwo wydało jego poezję a rok później opublikował studium o poezji Wiesławy Szymborskiej.
Eryk w 2004 roku reprezentował Polskę na 41 kongresie międzynarodowym pisarzy odbywającym się w Belgradzie. Jego wyróżnieniami są np.: Stypendium miasta Krakowa otrzymane w 2002r., Nagrodę Krakowskiej książki miesiąca roku 2006 oraz nagrodę im. Mariana Redwana na festiwalu studenckim w 2006 roku. Jest autorem książki „Charlotte Bronte i jej siostry śpiące” z 2013 roku, która wzbudziła duży zachwyt wśród czytelników oraz krytyków.

## Wybrane Dzieła
- Charlotte Brontë i jej siostry śpiące;
- Śnieżne góry;
- Szymborska: "Odyseja kosmiczna";
- Słońce;
- Jak żółw Bursztynek szukał domu;
- Daremne piękna[3].